# Wilhelm Hauff

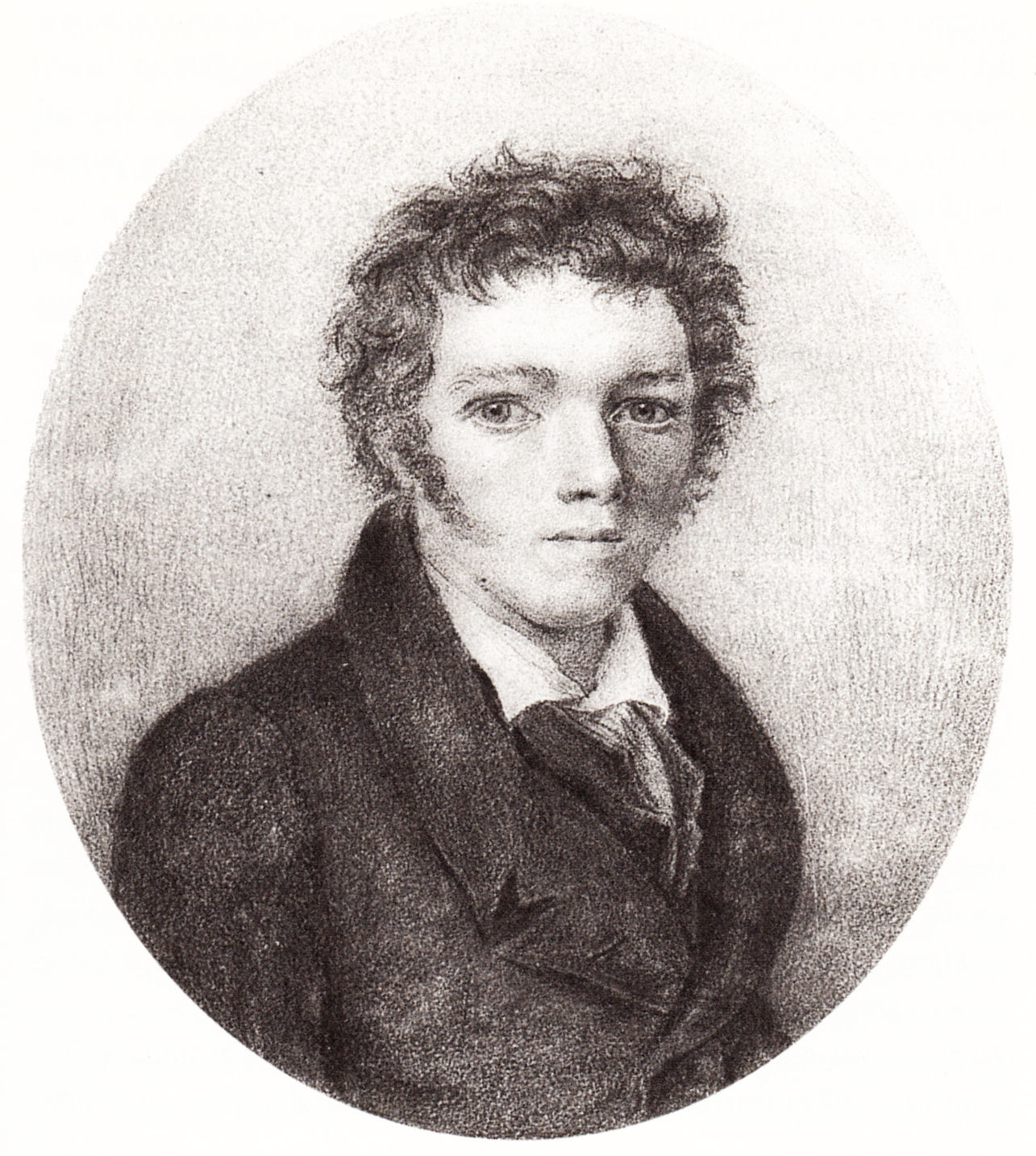
Wilhelm Hauff nach einem Gemälde von J. Behringer, Pastellkreide 1826

Wilhelm Hauff (* 29. November 1802 in Stuttgart, Herzogtum Württemberg; † 18. November 1827 in Stuttgart, Königreich Württemberg) war ein deutscher Schriftsteller der Romantik. Er gehörte zum Kreise der Schwäbischen Dichterschule.

## Leben
Wilhelm Hauffs Vater August Friederich Hauff war Regierungs-Sekretarius, später Kabinetts-Ministerialregistrator in Stuttgart. Seine Mutter Wilhelmine war die Tochter des Professors der Rechte  Karl Friedrich Elsäßer. Wilhelm Hauff hatte einen älteren Bruder Hermann (1800–1865) und die beiden jüngeren Schwestern Marie (* 1806) und Sophie (* 1807). Nach dem Tod des Vaters 1809 zog die Mutter mit den Kindern zu ihrem Vater nach Tübingen in die Haaggasse.
Hauff besuchte von 1809 bis 1816 die Schola Anatolica, die damalige Tübinger Lateinschule, und nach bestandenem Landexamen ab 1817 die Klosterschule in Blaubeuren. Er studierte von 1820 bis 1824 als Stipendiat des Evangelischen Stifts Tübingen an der Universität Tübingen Theologie und wurde zum Dr. phil. promoviert. Er war Mitglied der Burschenschaft Germania Tübingen. Aus dieser Zeit stammen einige im Kommersbuch abgedruckte Texte von Studentenliedern.
Hauff arbeitete von 1824 bis 1826 in Stuttgart bei Ernst Eugen Freiherr von Hügel als Hauslehrer und reiste danach durch Frankreich und Norddeutschland. 1825 trat er mit der Satire Der Mann im Mond hervor, in der er Stil und Manier des Trivialautors Heinrich Clauren und dessen Erzählung Mimili virtuos nachahmt und der Lächerlichkeit preisgibt. Zwei Jahre später legte er mit der Controvers-Predigt über H. Clauren und den Mann im Mond den literarischen Bluff offen.
Im Januar 1827 wurde er Redakteur des Cottaschen Morgenblattes für gebildete Stände. Im Februar heiratete er seine Cousine Luise Hauff (* 6. Januar 1806; † 30. Juli 1867), die er 1823 in Nördlingen kennengelernt und mit der er sich 1824 verlobt hatte. Im August unternahm er eine Studienreise durch Tirol, bei der er Material für ein geplantes Werk über Andreas Hofer sammeln wollte. Während der Reise infizierte er sich mit Typhus und kehrte krank zurück.
Am 10. November 1827 wurde die Tochter Wilhelmine geboren († 2. Januar 1845). Hauff starb acht Tage später an der Typhuserkrankung, kurz vor seinem 25. Geburtstag. Das Grab der Familie befindet sich auf dem Hoppenlaufriedhof in Stuttgart.

## Wohnungen
| 1802 | Stuttgart, Eberhardstraße 23                          |
| 1806 | Tübingen, Haaggasse 15 (Schottei)                     |
| 1808 | Stuttgart, Eberhardstraße 23                          |
| 1809 | Tübingen, Haaggasse 15 (Schottei)                     |
| 1817 | Seminar Blaubeuren                                    |
| 1821 | Tübingen, Haaggasse 15 (Schottei)                     |
| 1824 | Stuttgart, Charlottenplatz (Kriegsministerium)        |
| 1827 | Stuttgart, Fritz-Elsas-Straße 49 (Hartmannsches Haus) |

Hauff wurde 1802 als Sohn des Regierungsratssekretärs August Friedrich Hauff in einer Mietwohnung im 2. Stock des Hauses Nummer 1358 im Kleinen Graben geboren. Das große, dreistöckige Haus mit Geschäften im Erdgeschoss erstreckte sich in den Obergeschossen über neun Fensterachsen. Nach der Umbenennung des Kleinen Grabens 1811 erhielt das an der Ecke zur Kreuzstraße liegende Haus die Adresse Eberhardstraße 23. Das Gebäude stand an der Stelle des heutigen Hauses Eberhardstraße 33, Ecke Dornstraße, in dem das Baurechtsamt seinen Sitz hat (Standort). Am Hauseingang befindet sich eine Gedenktafel mit dem Hinweis „Hier stand bis 1944 Hauffs Geburtshaus“.
Nach vier Jahren wurde Hauffs Vater im Frühjahr 1806 als Hofgerichtssekretär an den höchsten Gerichtshof Württembergs, das Oberappellationstribunal in Tübingen versetzt. Die Familie wohnte zwei Jahre in einer Mietwohnung in dem Haus Haaggasse 15 in Tübingen, in dessen Erdgeschoss sich die „Restauration Schottei“ befand, nach der das Haus Schottei genannt wurde. 1808 wurde Hauffs Vater als Geheimer Sekretär in das Ministerium der Auswärtigen Angelegenheiten berufen, und die Familie zog wieder nach Stuttgart in das Haus Eberhardstraße 23. Als der Vater am 2. Februar 1809 im Alter von nur 37 Jahren starb, zog die Mutter Wilhelmine Hauff mit der Familie wieder in die Schottei, in der seit 1807 auch der Oberappellationsrat Karl Friedrich Elsäßer, Hauffs Großvater mütterlicherseits, wohnte.
Ab September 1817 besuchte Hauff drei Jahre lang das Seminar Blaubeuren. Von 1820 bis 1824 besuchte er als Stipendiat das Evangelische Stift Tübingen. Anfangs dort noch logierend (WS 1820/21), wobei er unter anderem mit Christian Gottlob Barth, einem Protagonisten der Erweckungsbewegung, das Zimmer teilte, wohnte er ab Sommer 1821 wieder in der Schottei, in der er ein Zimmer im ersten Dachgeschoss belegte.
Von Oktober 1824 bis April 1826 war Hauff in Stuttgart bei dem Kriegsratspräsidenten Ernst von Hügel als Hofmeister angestellt. Er wohnte im 2. Stock des alten Kriegsministeriums am Charlottenplatz. Inspiriert von der Aussicht auf die Kanalstraße mit der Restauration zur Kiste und dem heutigen Stuttgarter Schriftstellerhaus, schrieb er 1826 die Novelle Freie Stunden am Fenster, in der der Erzähler sein Nachbarhaus beobachtet.
Am 13. Februar 1827 heiratete Hauff in Enzweihingen seine Cousine Luise Hauff. Er bezog mit ihr fünf Zimmer in einer Mietwohnung in dem Hartmannschen Haus in der Gartenstraße 264 in Stuttgart, heute Fritz-Elsas-Straße 49.
Geburtshaus des Dichters Wilhelm Hauff

Link zum Bild

(Bitte Urheberrechte beachten)

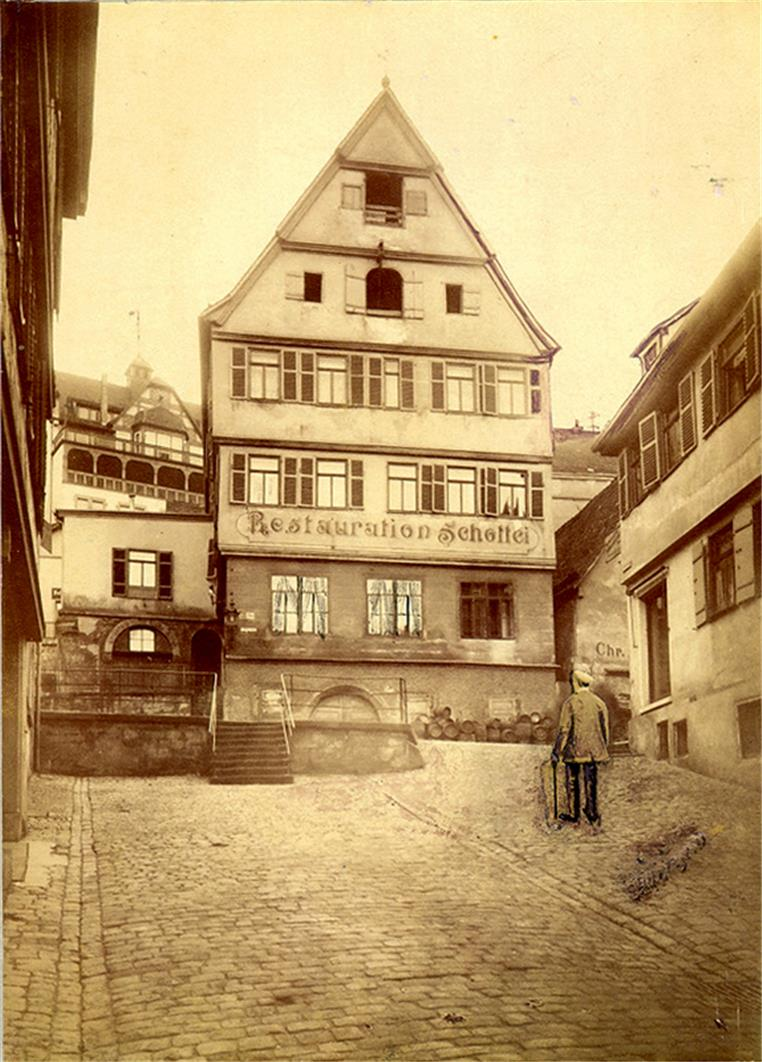
Schottei, 1904
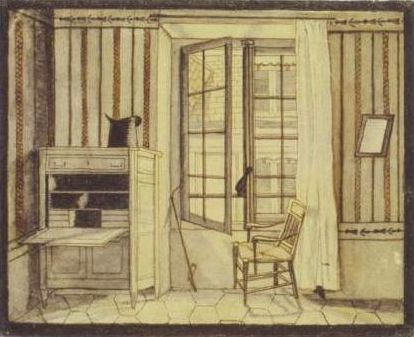
Zimmer von Wilhelm Hauff im Kriegsministerium in Stuttgart, 1825
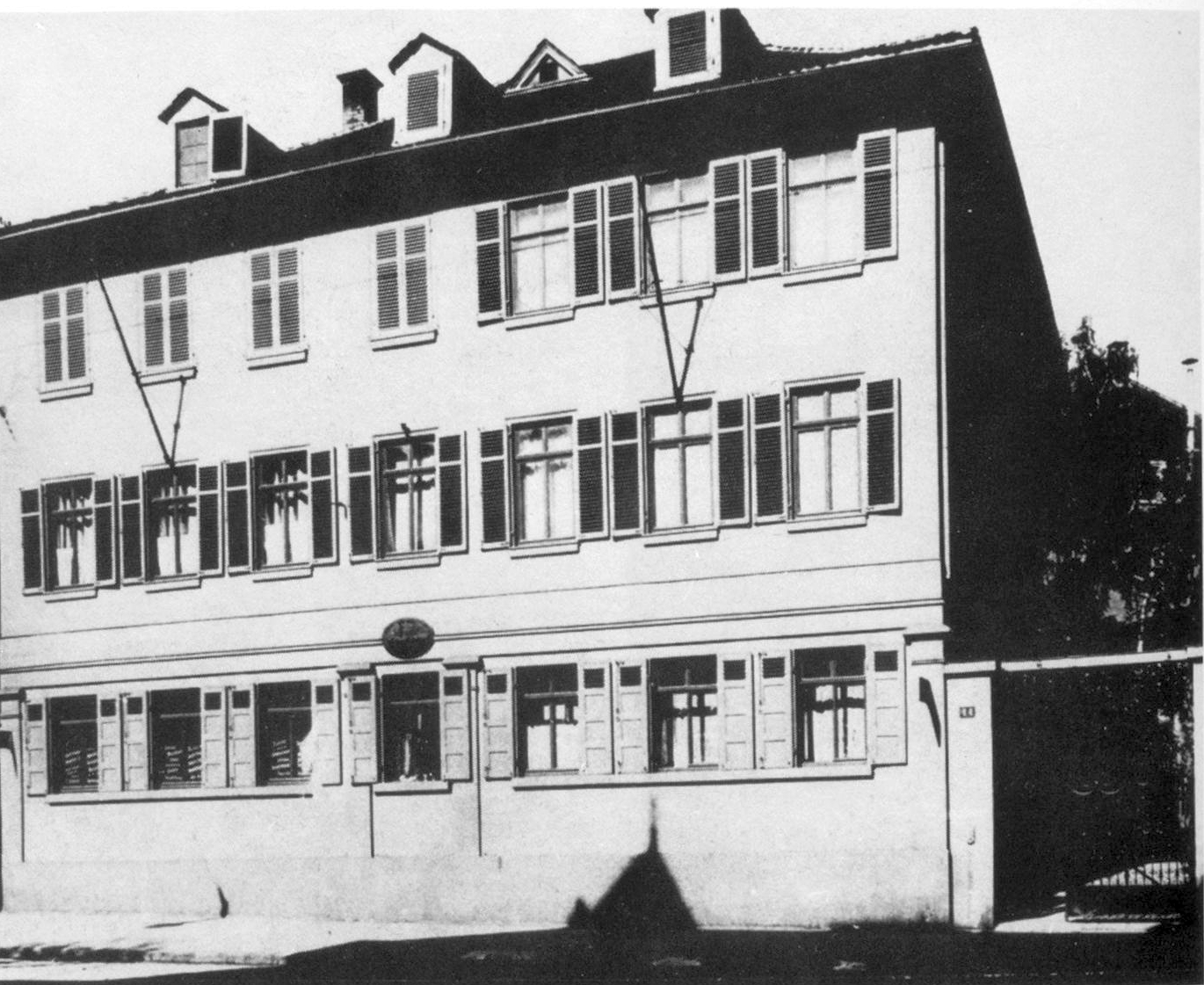
Hartmannsches Haus, vor 1874

## Werke
Wilhelm Hauffs kurze literarische Schaffensperiode begann 1825 mit der Veröffentlichung einiger Novellen (Memoiren des Satan, Othello) sowie seines ersten Märchenalmanachs.
Die Germanisten Gabriele von Glasenapp und Wolf-Daniel Hartwich wiesen darauf hin, dass Hauff in einigen Werken wie Jud Süß, Mittheilungen aus den Memoiren des Satan und Abner, der Jude, der nichts gesehen hat durch Zeichnungen des Charakters wie der Physiognomie seiner Figuren auch antijüdische Stereotype und Klischees seiner Zeit reproduziere.

### Märchen und Sagen
Hauffs Märchen fallen in die spätromantische Literaturphase nach den scharfen Zensurbestimmungen der Karlsbader Beschlüsse im Jahre 1819. Der erste Band um die Rahmenerzählung Die Karawane enthält orientalische Märchen. Der zweite Band verlässt den rein orientalischen Handlungsraum, so steht etwa Schneeweißchen und Rosenroth, von Wilhelm Grimm übernommen, in der europäischen Märchentradition. Der dritte Band mit der Rahmenerzählung Das Wirtshaus im Spessart behandelt eher Sagenstoffe als Märchen; die Schwarzwaldsage Das kalte Herz ist die bekannteste dieser Sagen.

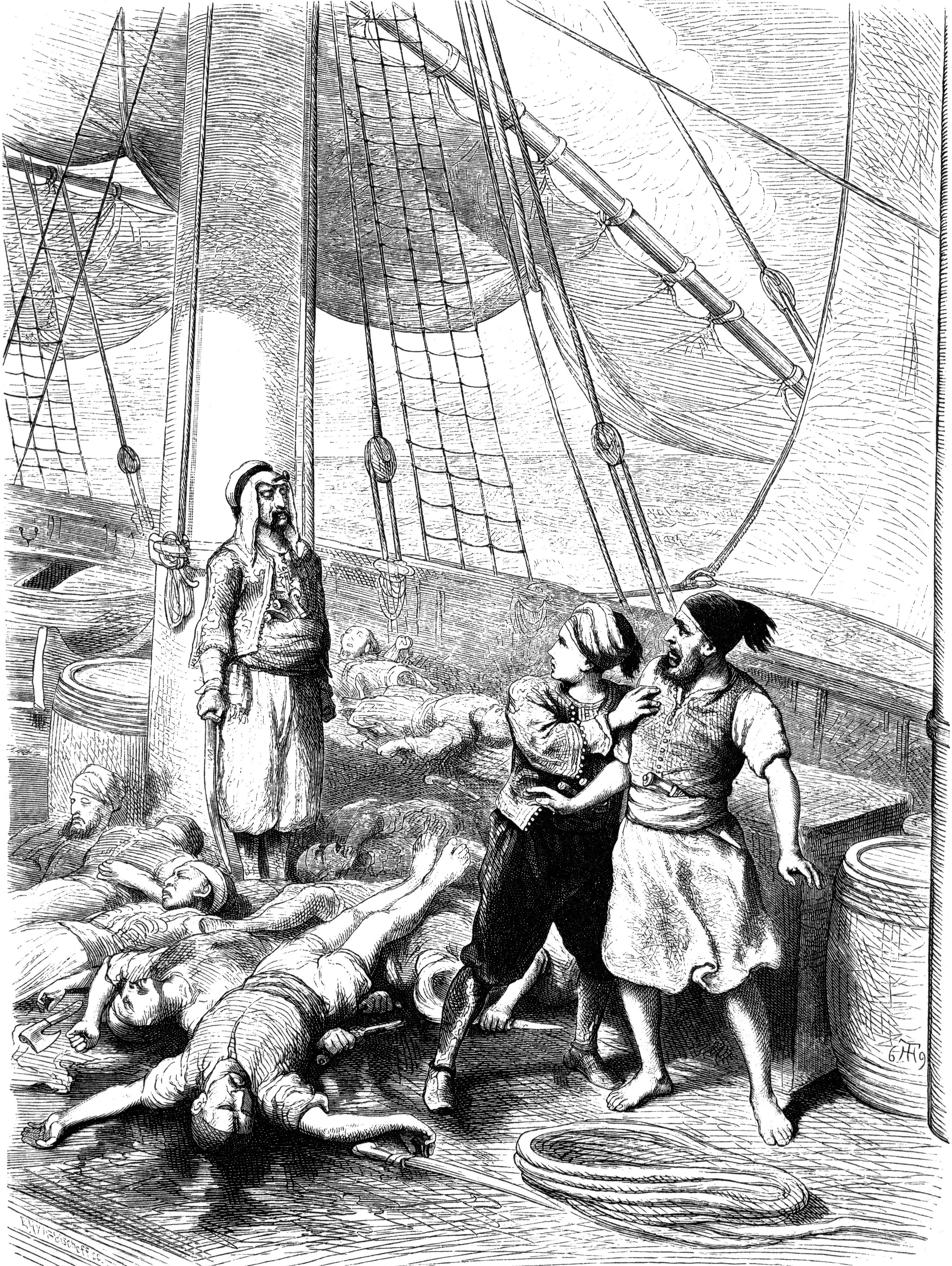
Illustration aus dem Gespensterschiff

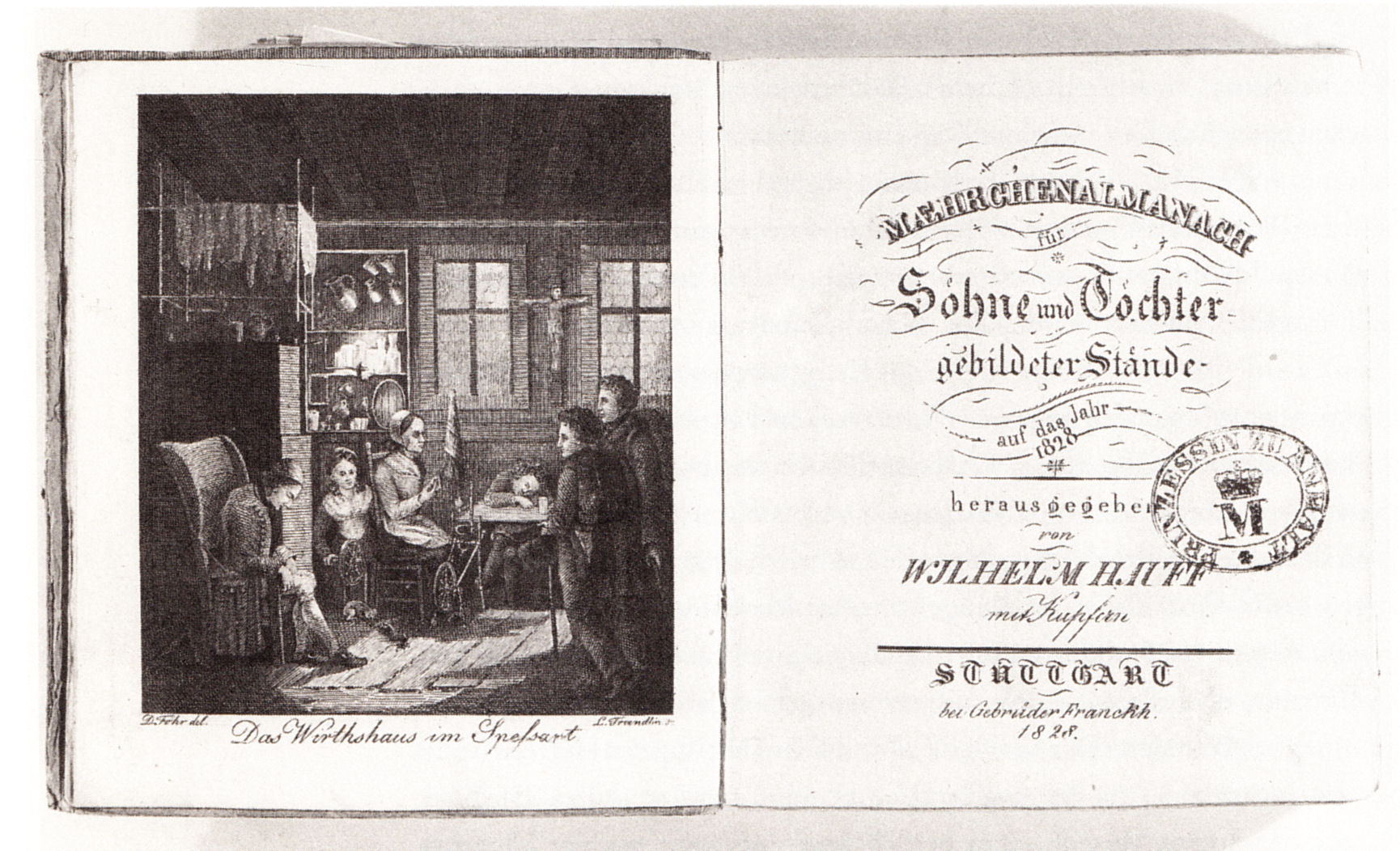
Erstausgabe des Märchenalmanachs von 1828

- Märchen-Almanach auf das Jahr 1826 für Söhne und Töchter gebildeter Stände (1825)
  - Märchen als Almanach (Einleitung)
  - Die Karawane (Rahmenerzählung)
  - Die Geschichte von Kalif Storch
  - Die Geschichte von dem Gespensterschiff
  - Die Geschichte von der abgehauenen Hand
  - Die Errettung Fatmes
  - Die Geschichte von dem kleinen Muck
  - Das Märchen vom falschen Prinzen

- Märchen-Almanach auf das Jahr 1827 für Söhne und Töchter gebildeter Stände (1826).
  - Der Scheich von Alessandria und seine Sklaven (Rahmenerzählung)
  - Der Zwerg Nase
  - Abner, der Jude, der nichts gesehen hat
  - Der arme Stephan (von Gustav Adolf Schöll)
  - Der gebackene Kopf (von James Justinian Morier)
  - Der Affe als Mensch (Filmtitel: Der junge Engländer)
  - Das Fest der Unterirdischen (von Wilhelm Grimm)
  - Schneeweißchen und Rosenrot (von Wilhelm Grimm)
  - Die Geschichte Almansors

- Märchenalmanach auf das Jahr 1828 für Söhne und Töchter gebildeter Stände (1827).
  - Das Wirtshaus im Spessart (Rahmenerzählung)
  - Die Sage vom Hirschgulden
  - Das kalte Herz (in zwei Teilen in die Rahmenerzählung eingefügt)
  - Saids Schicksale
  - Die Höhle von Steenfoll – Eine schottländische Sage

Nicht in den Almanachen enthalten ist die kurz gefasste Sage Der Reußenstein, in der Hauff schildert, wie sich ein Riese die Burg Reußenstein erbauen ließ (die heutige Ruine Reußenstein).
Im Vergleich zu E. T. A. Hoffmann, der ein guter Freund Hauffs war, sind seine Märchen „erdhafter, kompakter (…) Glück ist Verwurzelung in der Heimat, in Ehe und Familie“.

### Roman
- Lichtenstein (3 Bände, 1826)

Der historische Roman Lichtenstein war bis ins 20. Jahrhundert neben Hauffs Märchen sein bekanntestes Werk. Herzog Wilhelm von Urach, Angehöriger einer Nebenlinie des regierenden Hauses Württemberg, ließ sich durch den Roman anregen, das alte Forsthaus in der Nähe des Standortes der ehemaligen Burg Alt-Lichtenstein zu erwerben und Anfang der 1840er Jahre auf dessen Gelände über dem Echaztal bei Lichtenstein-Honau eine der vormaligen Ritterburg nachempfundene neue Burg, das bis heute bestehende Schloss Lichtenstein, errichten zu lassen. Die Ruinenreste der Ende des 14. Jahrhunderts zerstörten Burg befinden sich wenige hundert Meter davon entfernt.
Auch eine Oper, Theaterstücke und Dramatisierungen für das Scherenschnitttheater trugen zur Popularisierung des Romans bei.

### Satiren
- Der Mann im Mond oder Der Zug des Herzens ist des Schicksals Stimme (erschienen 1825 unter dem Namen des populären H. Clauren)
- Mittheilungen aus den Memoiren des Satan (1825/1826, 2 Bände)
- Controvers-Predigt über H. Clauren und den Mann im Mond, gehalten vor dem deutschen Publikum in der Herbstmesse 1827

### Erzählungen
- Othello (1826).
- Die Sängerin (1826).
- Die Bettlerin vom Pont des Arts (1827).
- Jud Süß (1827)
- Die letzten Ritter von Marienburg (1827)
- Das Bild des Kaisers (1827)
- Phantasien im Bremer Ratskeller, ein Herbstgeschenk für Freunde des Weines (1827)[12]
- Die Bücher und die Lesewelt
- Freie Stunden am Fenster (1826)
- Der ästhetische Klub
- Ein Paar Reisestunden

### Studentenlieder und andere Lieder
- Zum letzten Mal willkommen (1823).
- Wenn die Becher fröhlich kreisen (1823)[13]
- Brüder auf, erhebt die Klingen (1824)[14]
- Treue Liebe (1824)[15]
- Wo eine Glut die Herzen bindet (1824)[16]
- Reiters Morgenlied (Morgenrot, leuchtest mir zum frühen Tod?) nach einem schwäbischen Volkslied mit den zum Zitat gewordenen Zeilen „Gestern noch auf stolzen Rossen, heute durch die Brust geschossen, morgen in das kühle Grab“.[17]

## Postume Würdigung
Zahlreiche Straßen sind nach Wilhelm Hauff benannt. Hauff-Denkmäler stehen bei Schloss Lichtenstein und in Stuttgart. Das 1882 enthüllte Wilhelm-Hauff-Denkmal an der Stuttgarter Hasenbergsteige wurde vom Architekten Christian Friedrich von Leins und vom Bildhauer Wilhelm Rösch geschaffen. In Lichtenstein-Honau, unterhalb von Schloss Lichtenstein, gibt es ein Wilhelm-Hauff-Museum, in Baiersbronn widmet sich Hauffs Märchenmuseum dem Verfasser des Märchens Das kalte Herz und dem früheren Leben der Flößer, Köhler, Glasmacher und Holzhändler.
Zum 150. Todestag gab die Deutsche Bundespost 1977 eine Sonderbriefmarke heraus, gestaltet von Elisabeth von Janota-Bzowski. Zu Hauffs Gedenken wurde der Wilhelm-Hauff-Preis zur Förderung von Kinder- und Jugendliteratur gestiftet.

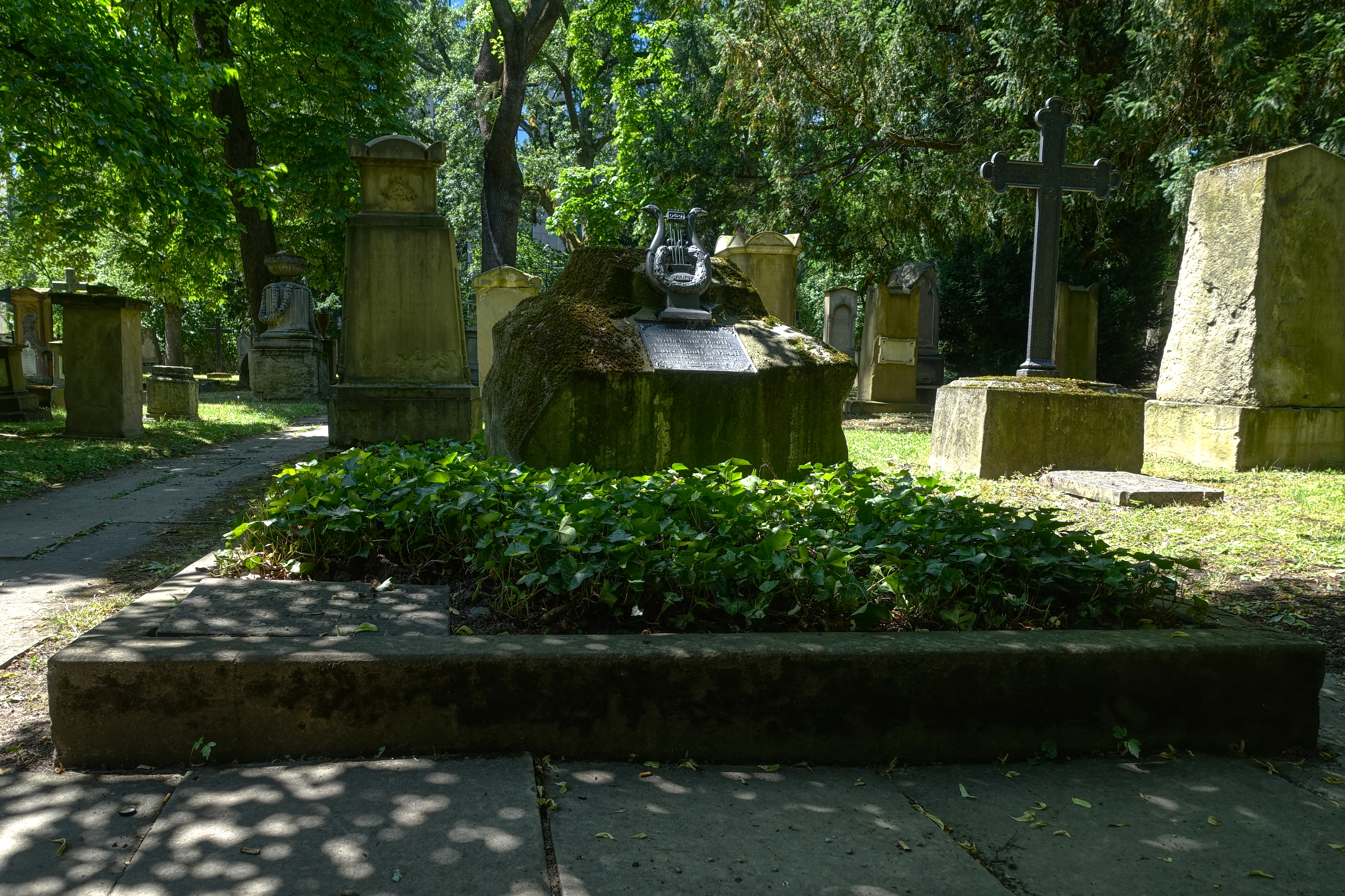
Grab von Wilhelm Hauff, seiner Ehefrau Luise und ihrer Tochter Wilhelmine auf dem Hoppenlaufriedhof in Stuttgart.
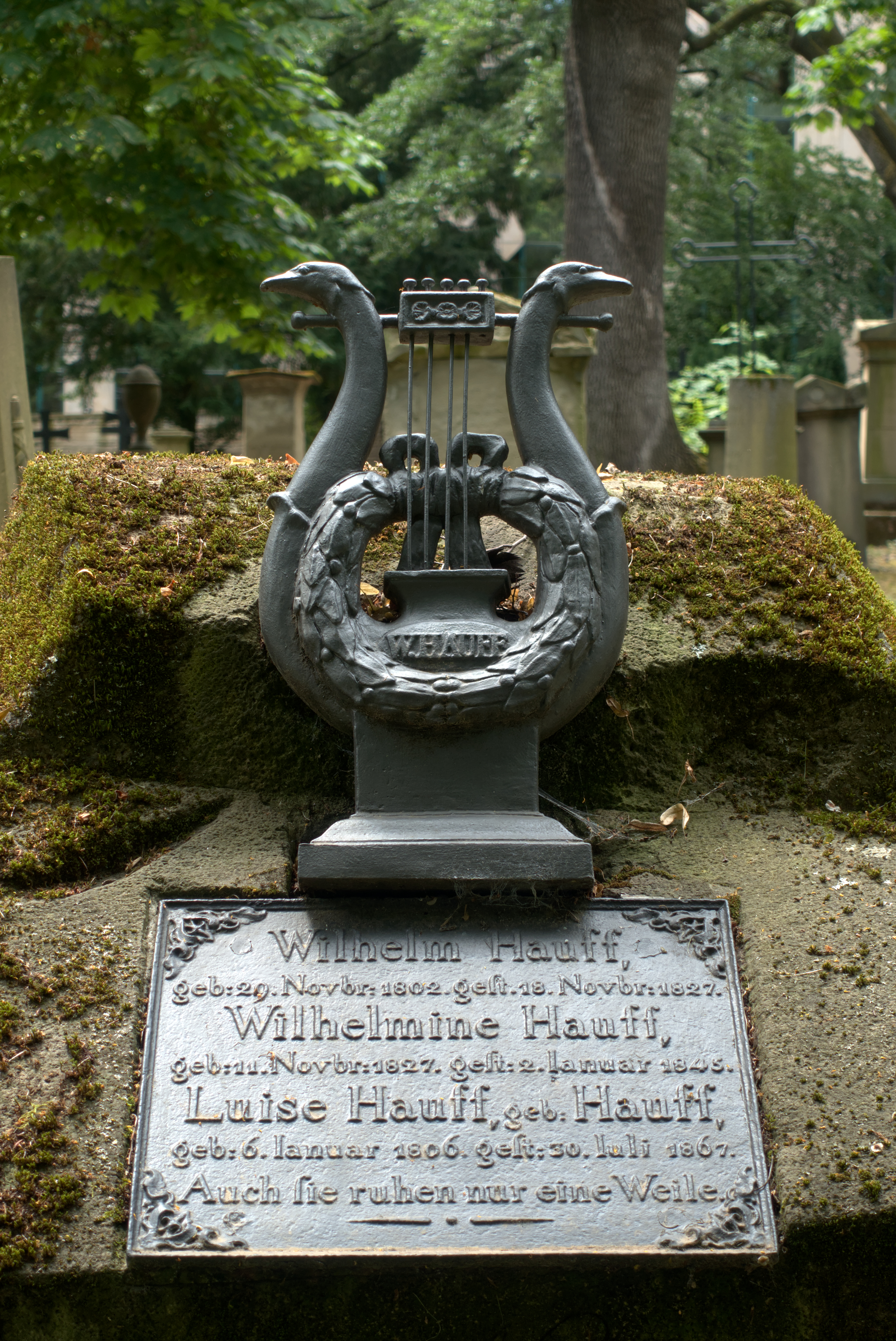
Lyra und Lorbeerkranz auf dem Familiengrab.
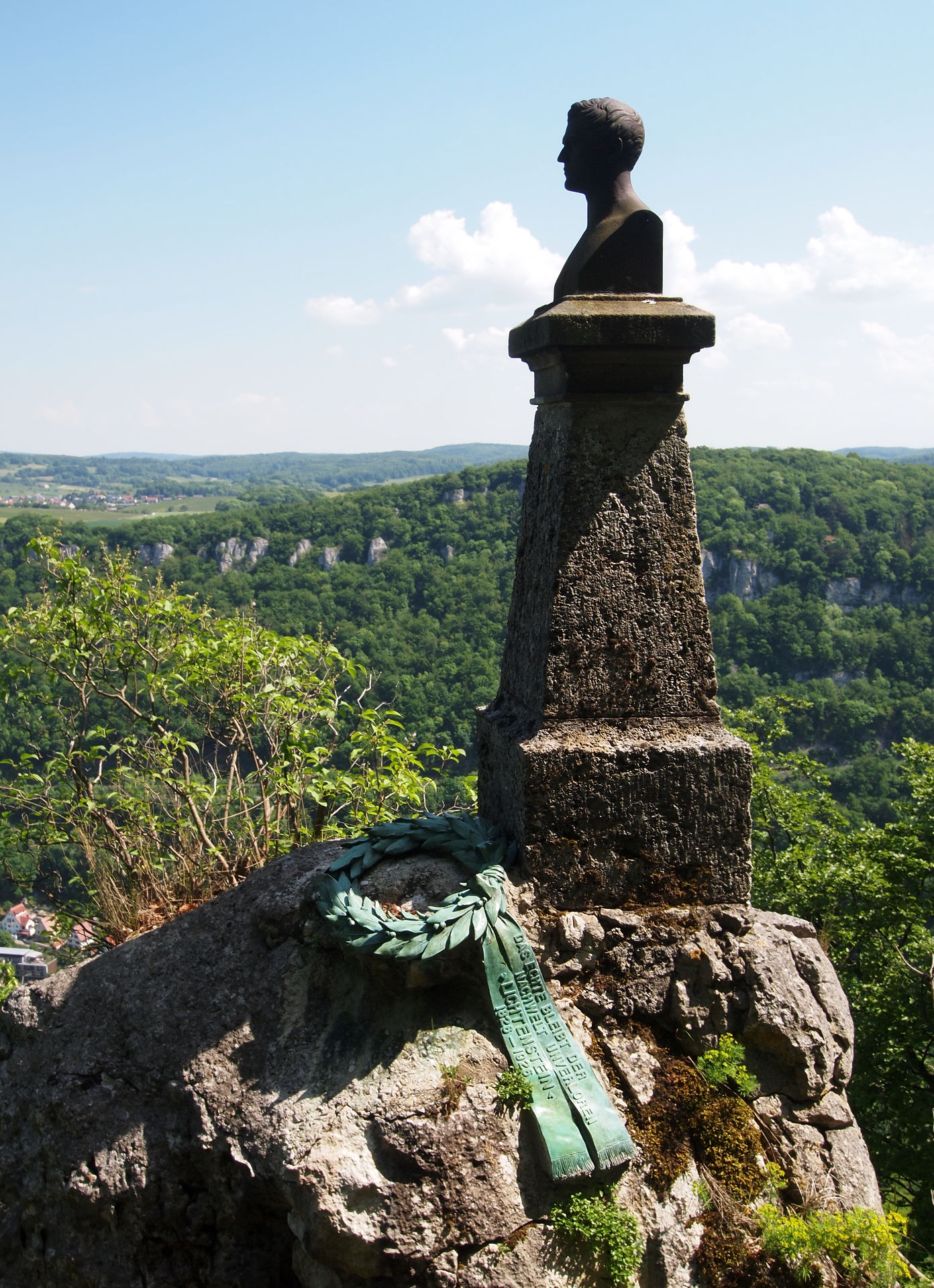
Hauff-Denkmal beim Schloss Lichtenstein.
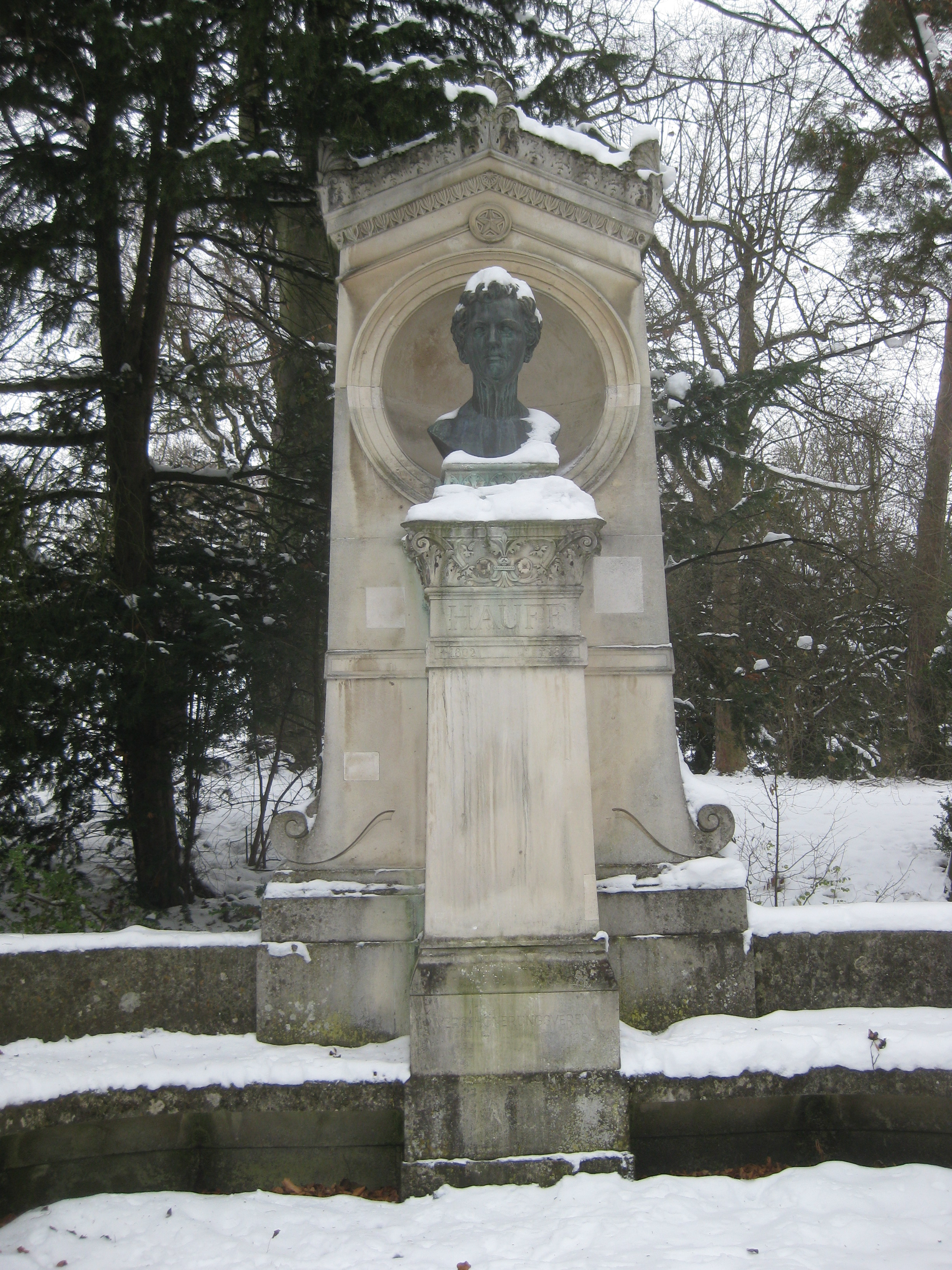
Hauff-Herme von Wilhelm Rösch in Stuttgart.

## Adaptionen

### Verfilmungen
Zahlreiche Filme basieren auf Hauffs Märchen – es wurden jedoch auch andere seiner Stoffe umgesetzt:
- 1923: Das Wirtshaus im Spessart, Regie: Adolf Wenter
- 1940: Jud Süß, Regie: Veit Harlan
- 1950: Das kalte Herz, Regie: Paul Verhoeven
- 1953: Die Geschichte vom kleinen Muck, Regie: Wolfgang Staudte
- 1957: Der falsche Prinz, Regie: Václav Krška
- 1957: Das Wirtshaus im Spessart, Regie: Kurt Hoffmann
- 1958: Der junge Engländer, Regie: Gottfried Kolditz, DEFA-Film nach der Satire Der Affe als Mensch
- 1981: Märchen in der Nacht erzählt (Сказка, рассказанная ночью), Regie: Irma Rausch
- 1985: Der falsche Prinz, Regie: Dušan Rapoš
- 2013: Das kalte Herz, Regie: Hannes Rall[22]
- 2014: Das kalte Herz, Regie: Marc-Andreas Bochert
- 2016: Das kalte Herz, Regie: Johannes Naber

### Oper
Ingeborg Bachmann schrieb 1964 das Libretto für Hans Werner Henzes komische Oper Der junge Lord in Anlehnung an die Parabel Der Affe als Mensch (Der junge Engländer).
Zwerg Nase, eine burleske Oper in fünf Bildern von Walter Furrer, wurde 1952 fertiggestellt. Als Ganzes wurde sie bisher nicht aufgeführt, nur das Küchenjungenballett unter dem Titel Scherzo drolatique aus dem 4. Bild (Bearbeitung für großes Orchester) wurde 1973 im Rahmen eines Jugendkonzertes in Aachen uraufgeführt; mutmaßliches Datum 3. Mai 1973.

### Leben
- Barbara Czygan: Wilhelm Hauff. The Writer and His Work Seen Through His Correspondences. Dissertation. Madison WI 1976.
- Eberhard Emil von Georgii-Georgenau: Biographisch-genealogische Blätter aus und über Schwaben. (PDF; 36 MB) Verlag Emil Müller, Stuttgart 1879, S. 329–331.
- Jakob Franck: Hauff, Wilhelm. In: Allgemeine Deutsche Biographie (ADB). Band 11, Duncker & Humblot, Leipzig 1880, S. 48 f.
- Ottmar Hinz: Wilhelm Hauff. Mit Selbstzeugnissen und Bilddokumenten. Reinbek bei Hamburg: Rowohlt, 1989.
- Hans Hofmann: Wilhelm Hauff. Eine nach neuen Quellen bearbeitete Darstellung seines Werdeganges; mit einer Sammlung seiner Briefe und einer Auswahl aus dem unveröffentlichten Nachlaß des Dichters. Diesterweg, Frankfurt am Main 1902.
- Helmut Hornbogen: Tübinger Dichter-Häuser. Literaturgeschichten aus Schwaben. Ein Wegweiser. Verlag Schwäbisches Tagblatt, Tübingen 1999, S. 120–125.
- Friedrich Pfäfflin: Wilhelm Hauff. Der Verfasser des „Lichtenstein“. Chronik seines Lebens und Werkes. Edition Marbacher Magazin. Fleischhauer und Spohn, Stuttgart 1981.
- Will Scheller: Wilhelm Hauff. Monographie. Reclam, Leipzig 1927.
- Gustav Schwab: Wilhelm Hauffs Leben. In: Wilhelm Hauff’s sämmtliche Schriften. Mit des Dichters Leben von Gustav Schwab. Neu durchgesehen und ergänzt. Band 1. Brodhag, Stuttgart 1840, S. 1–20, books.google.de
- Bernhard Zeller: Hauff, Wilhelm. In: Neue Deutsche Biographie (NDB). Band 8, Duncker & Humblot, Berlin 1969, ISBN 3-428-00189-3, S. 85 f. (Digitalisat).

### Werk
- Andreas Beck: Verabschiedung sozialpoetisch-anthropologischen Erzählens. Wilhelm Hauffs ‚Scheihk von Alessandria‘. In: Alexander Košenina, Carsten Zelle (Hrsg.): Kleine anthropologische Formen der Goethezeit (1750–1830). Hannover 2011, S. 337–351.
- Enrica Yvonne Dilk: „… die Sorge um das Kunstblatt …“ Wilhelm Hauffs und Ludwig Schorns Briefe aus den Jahren 1826/27 über die Fernredaktion des Cottaschen Journals. Ein Beitrag zum 200. Geburtstag Wilhelm Hauffs. In: Stuttgarter Arbeiten zur Germanistik. Nr. 423. Stuttgart 2004, ISBN 3-88099-428-5, S. 277–293.
- Helmut Bachmaier: Die Konzeption der Arrivierung. Überlegungen zum Werk Wilhelm Hauffs. In: Jahrbuch der deutschen Schillergesellschaft XXIII/1979, S. 309–343.
- Armin Gebhardt: Schwäbischer Dichterkreis. Uhland, Kerner, Schwab, Hauff, Mörike. Tectum, Marburg 2004, ISBN 3-8288-8687-6.
- Horst-Jürgen Gerigk: Der Mensch als Affe in der deutschen, französischen, russischen, englischen und amerikanischen Literatur des 19. und 20. Jahrhunderts. Hürtgenwald: Pressler, 1989, besonders Seite 41–52.
- Ulrich Kittstein (Hrsg.): Wilhelm Hauff. Aufsätze zu seinem poetischen Werk. Röhrig Universitätsverlag, St. Ingbert 2002, ISBN 3-86110-326-5.
- Friedrich Knilli: Ich war Jud Süß – Die Geschichte des Filmstars Ferdinand Marian. Mit einem Vorwort von Alphons Silbermann. Henschel Verlag, Berlin 2000, ISBN 3-89487-340-X.
- Heinrich Löwenthal: Der Mann im Mond. In: Sinn und Form 6/1952, S. 151–158.
- Stefan Neuhaus: Das Spiel mit dem Leser. Wilhelm Hauff. Werk und Wirkung. Göttingen 2002.
- Ernst Osterkamp, Andrea Polaschegg, Erhard Schütz in Verbindung mit der Deutschen Schillergesellschaft (Hrsg.): Wilhelm Hauff oder Die Virtuosität der Einbildungskraft. Wallstein, Göttingen 2005, ISBN 978-3-89244-860-0 (Inhalt).
- Heiko Postma: Goldene Körner in des Lesers Phantasie. Über Leben und Werk des Schriftstellers Wilhelm Hauff. jmb-Verlag, Hannover 2008, ISBN 978-3-940970-04-6.
- Ulrich Kittstein: Wilhelm Hauff. Wehrhahn, Hannover 2018, ISBN 978-3-86525-612-6.